# Diablo Cody
Diablo Cody, nome d'arte di Brook Busey (Chicago, 14 giugno 1978), è una sceneggiatrice, blogger e scrittrice statunitense.

## Biografia
Nata in Illinois, è poco più che ventenne quando si laurea in Comunicazione presso la University of Iowa. Dopo diversi lavori, tra cui anche quello di segretaria, inizia a lavorare come spogliarellista, svolgendo la propria attività in vari locali della sua zona. Un'esperienza, quest'ultima, che la Cody racconta nel proprio blog The Pussy Ranch e nel libro di memorie che ne è stato tratto, Candy Girl - Memorie di una ragazzaccia perbene.
Nel 2007, cura la sceneggiatura del film indipendente Juno di Jason Reitman. A sorpresa, il film si guadagna il premio Oscar 2008 proprio per la migliore sceneggiatura originale e una candidatura al Golden Globe.
Tra il 2009 e il 2011 Cody scrive per la serie televisiva United States of Tara, nata da un'idea di Steven Spielberg ed interpretata da Toni Collette, nella quale si raccontano le vicende di una madre affetta da personalità multipla.
Nel 2013 debutta alla regia con il film Paradise.
Nel 2018 debutta come librettista con il musical Jagged Little Pill, per cui vince il Tony Award al miglior libretto di un musical nel 2021.

## Filmografia

### Sceneggiatrice

#### Cinema
- Juno, regia di Jason Reitman (2007)
- Jennifer's Body, regia di Karyn Kusama (2009)
- Young Adult, regia di Jason Reitman (2011)
- La casa (Evil Dead), regia di Fede Álvarez (2013) – non accreditata
- Paradise, regia di Diablo Cody (2013)
- Dove eravamo rimasti (Ricki and the Flash), regia di Jonathan Demme (2015)
- Tully, regia di Jason Reitman (2018)
- Lisa Frankenstein, regia di Zelda Williams (2024)

#### Televisione
- United States of Tara - serie TV, 36 episodi (2009-2011)
- Childrens' Hospital - serie TV, 1 episodio (2010)
- One Mississippi - serie TV (2016- in corso)

### Regista
- Paradise (2013)

### Produttrice
- Dove eravamo rimasti (Ricki and the Flash), regia di Jonathan Demme (2015)
- Tully, regia di Jason Reitman (2018)
- Lisa Frankenstein, regia di Zelda Williams (2024)

## Premi e riconoscimenti
Premio Oscar
- 2008 - Miglior sceneggiatura originale per Juno

Golden Globe
- 2008 - Candidatura alla miglior sceneggiatura per Juno

BAFTA
- 2008 - Migliore sceneggiatura originale per Juno